# Sobat (rzeka)
Sobat – rzeka w Sudanie Południowym (stan Nil Górny) i Etiopii o długości 354 km (od połączenia) i powierzchni dorzecza 225 000 km².
Rzeka Sobat została utworzona z połączenia rzek Baro (swoje źródło ma na Wyżynie Abisyńskiej w zachodniej Etiopii) i Pibor (źródło na południowym wschodzie Sudanu Południowego) – rzeki łączą się na południowy wschód od miasta Nasir na granicy Sudanu Południowego z Etiopią. Uchodzi do Białego Nilu nieopodal miasta Malakal, gdzie jej głębokość sięga nawet 9 metrów przy szerokości wynoszącej około 120 metrów. Rzeka Sobat jest żeglowna od miasta Nasir.
Średni roczny przepływ zmierzony w latach 1905–1983 w Hillet Doleib (około 15 km na południe od Malakal) wynosił 13,5 km³ (około 428 m³/s).
W trakcie pory suchej wody rzeki odsłaniają tereny, które służą mieszkańcom do wypasania bydła. Z kolei w okresie znacznego wzrostu stanu wody i powodzi rzeka niesie białawy osad, od którego Nil Biały miał wziąć swoją nazwę.